# Gonadotropina coriónica humana
La gonadotropina coriónica humana, gonadotrofina coriónica humana, coriogonadotropina, hCG (del inglés: human chorionic gonadotropin) es producida normalmente de modo basal por la hipófisis en hombres y mujeres de todas las edades, y  predominantemente y en gran cantidad durante el embarazo.
La hCG secretada por las células peri-embrionarias y luego por la placenta, promueve el mantenimiento del cuerpo lúteo durante el inicio del embarazo, favoreciendo la implantación del embrión.
En la fecundación artificial la hCG es utilizada como fármaco, ya que induce la ovulación unas 38 horas después de su administración.
La gonadotropina coriónica humana se usa habitualmente como marcador precoz en la prueba de embarazo casera en orina, que la detecta en concentraciones desde 20 mIU/mL. 

## Características
Las hormonas que están implicadas en la regulación de la reproducción en los vertebrados se denominan gonadotropinas. La hormona Gonadotropina coriónica se puede encontrar en las células de varios tejidos y en diferentes edades en hembras y machos mamíferos. La característica de la Gonadotropina coriónica de encontrarse en muchos tejidos la hace ubicua y la capacidad de adaptarse a funciones distintas en células diversas la hace versátil.

## Estructura
La gonadotropina coriónica humana (hCG) es una proteína unida a varios glúcidos compuestos (glucoproteína), Está conformada por un total de 244 aminoácidos con una masa de 36.700 Daltons.
La hCG está formada por dos subunidades, por lo cual es un dímero. Estas son diferentes y conforman un hetero-dímero: con una subunidad alfa (α) que es idéntica a la de las otras gonadotropinas (la LH, la FSH, la TSH) y con una subunidad beta (β) que es diferente y exclusiva de la hCG.

### Subunidad alfa
La Gonadotropina coriónica alfa o subunidad proteica α tiene una cadena de 92 aminoácidos de longitud, con masa molecular de 13.075 Daltons y es codificada en el cromosoma 6 (humano).

### Subunidad beta
La subunidad proteica beta β de la gonadotropina hCG, contiene 145 aminoácidos, está codificada por seis genes con homología de secuencias en el cromosoma 19 (humano) brazo q, banda 13.3: (CGB 1, CGB 2, CGB 3, CGB 5, 
CGB 7, CGB 8).
Las dos subunidades crean un pequeño núcleo hidrofóbico rodeado por una alta razón de superficie de área a volumen: 2,8 veces la de una esfera. La mayoría de los aminoácidos exteriores son hidrofílicos.
Como glucoproteína la hCG posee el 30% de carbohidratos en su masa total, esto supone un alto nivel de glicosilación. La  subunidad α lleva glucanos (oligosacáridos) unidos a N en Asn-52 y Asn-78. La subunidad β también está N-glicosilada en Asn-13 y Asn-30 y, además contiene glicanos (oligosacáridos) unidos a O, vinculados a Ser en las ubicaciones 121, 127, 132 y 138.

## Función
La gonadotropina coriónica humana (hCG) interactúa con el receptor LHCG y promueve el mantenimiento del cuerpo lúteo durante el inicio del embarazo, causando que este secrete la hormona progesterona. La progesterona enriquece el útero con un revestimiento grueso de vasos sanguíneos y capilares de modo que este pueda sostener el crecimiento del feto. 

Debido a su carga altamente negativa, la hCG podría repeler las células del sistema inmune de la madre, así protegiendo el feto durante el primer trimestre. También se ha propuesto la hipótesis de que la hCG podría ser un enlace placentario para el desarrollo de la inmunotolerancia maternal local. Por ejemplo, las células endometriales tratadas con hCG inducen un incremento en la apoptosis de las células T (una disolución de las células T). Estos resultados sugieren que la hCG podría ser un enlace en el desarrollo de la tolerancia inmunológica peritrofoblastica, y podría facilitar la invasión del trofoblasto, que es conocido por acelerar el desarrollo del feto en el endometrio. También se ha sugerido que los niveles de hCG están vinculados con la gravedad de las náuseas del embarazo en mujeres embarazadas.
Debido a su semejanza a la LH, la hCG también puede ser usada clínicamente para inducir la ovulación en los ovarios como también la producción de testosterona en los testículos. 
Debido a que las mujeres embarazadas son la fuente biológica más abundante de hCG, algunas organizaciones recolectan la orina de mujeres embarazadas para extraer la hCG para el uso en reproducción asistida.
La gonadotropina coriónica humana también juega un papel en la diferenciación celular/proliferación y podría activar la apoptosis.

## Obtención
Como otras gonadotropinas, la hCG puede ser producida farmacéuticamente mediante la  extracción desde la orina o bien mediante modificación genética, por unión de secuencias de ADN provenientes de dos organismos.

Las hCG que se fabrican a partir de la orina de mujeres embarazadas, tienen nombres comerciales como Pregnyl, Follutein, Profasi, Choragon y Novarel.

Por otra parte, el producto de la unión de secuencias de ADN provenientes de dos organismos distintos (ADN recombinante), tiene nombre comercial Ovidrel.

## Exámenes
Los niveles de hCG pueden ser medidos en la sangre o en la orina. Esto es comúnmente hecho en las pruebas de embarazo, con la intención de indicar la presencia o ausencia de un embrión implantado.

También se podrían hacer pruebas de hCG cuando se diagnostica o monitorea un tumor de células germinales y la enfermedad trofoblástica gestacional.
La mayoría de los test emplean un anticuerpo monoclonal, que es específico contra la subunidad-β de la hCG (hCG-β). Este procedimiento se emplea para asegurar que las pruebas no den falsos positivos por confundir la hCGβ con la LH y FSH. (Las dos últimas están siempre presentes en el cuerpo, mientras que la presencia de la hCGβ elevada casi siempre indica un embarazo).
- El análisis de orina podría ser un inmunoensayo cromatográfico o cualquiera de varios otros formatos de análisis, que se realizan en casa, en el consultorio médico, o en un laboratorio.[13]

Los umbrales de detección publicados van desde 20 a 100 mIU/ml, dependiendo de la marca de la prueba.
A principios del embarazo, se podría obtener resultados más precisos al usar la primera orina de la mañana (cuando los niveles de hCG son los más altos). Cuando la orina está diluida (densidad relativa menor a 1,015), las concentraciones de hCG podrían no ser representativas de las concentraciones en la sangre, y la prueba podría resultar en un falso negativo.
- El análisis sérico, usando 2-4 mL de sangre venosa, es típicamente un inmunoensayo quimioluminiscente o fluorimétrico[13] que puede detectar niveles de βhCG tan bajos como 5 mIU/ml y permite la cuantificación de la concentración de βhCG.

La posibilidad de cuantificar los niveles de βhCG es útil en el monitoreo de células germinales y tumores trofoblásticos, seguimiento después de un aborto involuntario, y en el diagnóstico de y seguimiento después del tratamiento para un embarazo ectópico. La falta de un feto visible en una ecografía vaginal después de que los niveles de βhCG hayan llegado a 1500 mIU/ml es un fuerte indicador de un embarazo ectópico.
Como pruebas de embarazo, las pruebas cuantitativas de sangre y aquellas pruebas de orina
más sensibles, usualmente detectan la hCGβ entre 6 a 12 días después de la ovulación. Sin embargo, se tiene que tomar en cuenta que los niveles totales de hCGβ podrían variar ampliamente durante las primeras 4 semanas de gestación, llevando a resultados falsos durante este período de tiempo.
Las enfermedades trofoblásticas gestacionales como las molas hidatiformes ("embarazo molar") o coriocarcinomas pueden producir altos niveles de βhCG (debido a la presencia de sincitiotrofoblastos, parte de las vellosidades que componen la placenta) a pesar de la ausencia de un embrión. Este, como también otras condiciones, puede conducir a resultados elevados de hCG en ausencia de un embarazo.
Los niveles de hCG son también un componente del triple screening, una prueba de detección de ciertas anomalías cromosómicas del feto/defectos de nacimiento.

### Niveles de referencia
Los niveles sanguíneos de la hormona hCG, varían considerablemente en los diferentes estados fisiológicos de la mujer.
 
La cuantificación de los niveles séricos de la hCG, se realiza sobre la concentración de la subunidad beta (β) de la hormona. Esto se hace mediante un anticuerpo monoclonal, que es específico y se une a la subunidad β de la hCG. 

Los niveles de hCG crecen de forma exponencial después de la implantación del embrión hasta la semana 12 del embarazo. 
| Semana de embarazo      | niveles en mIU/mL |
| . 3                     | ..... .. 5 – 50   |
| . 4                     | ..... .. 5 – 426  |
| . 5                     | ... .. 18 – 7.340 |
| . 6                     | . 1.080 – 56.500  |
| . 7 – 8                 | . 7.650 – 229.000 |
| . 9 – 12                | 25.700 – 288.000  |
| 13 – 16                 | 13.300 – 254.000  |
| 17 – 24                 | . 4.060 – 165.400 |
| 25 – 40                 | . 3.640 – 117.00  |
| Mujeres no embarazadas  | <5.0              |
| Mujeres posmenopáusicas | <9.5              |

## Usos

### Marcador tumoral
La gonadotropina coriónica humana puede ser usada como un marcador tumoral, ya que su subunidad β es secretada por algunos cánceres incluyendo, el seminoma, coriocarcinoma, tumores de células germinales, la formación de molas hidatiformes, teratoma con elementos de coriocarcinoma, y tumor de células islotes. Por esta razón, un resultado positivo en hombres podría ser una señal de un cáncer testicular El rango normal para un hombre es 0-5 MUI/ml.

### Fertilización asistida
La gonadotropina coriónica humana es usada extensamente vía parenteral como un inductor de la ovulación en vez de la hormona luteinizante (LH). En presencia de uno o más folículos ováricos maduros, la ovulación puede ser provocada mediante la administración de hCG. Como la ovulación ocurrirá entre 38 y 40 horas después de una sola inyección de hCG, se puede programar algunos procedimientos para tomar ventaja de esta secuencia de tiempo, tales como la inseminación artificial o relaciones sexuales o la extracción de ovocitos alrededor de 34 a 36 horas después de la inyección, horas antes de que los óvulos sean liberados por el ovario.
Como la hCG apoya el cuerpo lúteo, la administración de hCG es usada en ciertas circunstancias para incrementar la producción de progesterona. 
En los hombres, las inyecciones de hCG son usadas para estimular las células de leydig para que sinteticen testosterona. La testosterona intratesticular es necesaria para la espermatogénesis de las células germinativas (espermatogonias). La hCG es típicamente usada en hombres con hipogonadismo y en tratamientos de fertilidad.

### Pérdida de peso
El uso polémico de la hCG forma parte de la dieta ultra-baja en calorías (menos de 500 calorías) del endocrinólogo británico Albert T. W. Simeons. Simeons, mientras estudiaba mujeres embarazadas en India con dietas deficientes en calorías, y "niños gordos" con problemas pituitarios (síndrome de Frölich), tratados con bajas dosis de hCG, afirmó que ambos perdieron grasa en vez de tejido magro (masa muscular). Él razonó que la hCG debía estar programando el hipotálamo para hacer esto con el fin de proteger al feto en desarrollo mediante el fomento de la movilización y consumo de tejidos adiposos anormales, y excesivos. Simeons, en el Hospital Internacional Salvator Mundi en Roma, Italia, recomendaba inyecciones diarias de bajas dosis de hCG (125 UI) en combinación con una dieta personalizada ultra baja en calorías (500cal/día, alta en proteínas, baja en carbohidratos/grasas) para perder tejido graso sin pérdida de tejido magro. Después de la muerte de Simeons, la dieta comenzó a extenderse a centros especializados y se divulgó a través de la popularización por parte de individuos, tal como el controvertido autor Kevin Trudeau, famoso por promover las terapias y tratamientos alternativos.
La controversia empezó a partir de las advertencias del Journal of the American Medical Association (Revista de la Asociación Médica Americana) y la American Journal of Clinical Nutrition (Revista de la Nutrición Clínica Americana) que la hCG no es ni segura ni eficaz para bajar de peso. Sin embargo, estudios recientes en el Journal of Clinical Endocrinology and Metabolism (Revista de Endocrinología Clínica y Metabolismo) muestra que la hCG puede tener efectos en la masa magra en hombres de edad avanzada con deficiencia androgénica.
Un metaanálisis encontró que los estudios que respaldan a la hCG como agente para la reducción de peso eran de mala calidad metodológica y concluyó que "no hay evidencia científica de que la hCG sea eficaz en el tratamiento de la obesidad; no logra provocar una pérdida de peso o una redistribución de la grasa, ni tampoco reduce el hambre o induce una sensación de bienestar".

#### hCG homeopática para el control de peso
La controversia, y las faltas de hCG inyectable para la pérdida de peso ha llevado a una sustancial promoción en Internet de "hCG homeopática" para el control de peso. Los ingredientes de estos productos son a menudo oscuros, pero si se preparan a partir de hCG de verdad vía la dilución homeopática, los productos contendrían no hCG en lo absoluto o sólo pequeños rastros de este.
La FDA de los Estados Unidos ha declarado que este medicamento es fraudulento e ineficaz para la pérdida de peso. Tampoco es un medicamento protegido como homeopático y ha sido considerado una sustancia ilegal.
De acuerdo con los estudios señalados anteriormente, la pérdida de peso atribuida por los individuos en la "dieta hCG" puede ser atribuida por completo al hecho de que tales dietas prescriben un consumo de 500 a 550 calorías por día, o aproximadamente un cuarto de lo que comúnmente se acepta como el valor diario recomendado para un varón adulto de tamaño y actividad promedio. Además, los estudios doble ciego no encuentran ninguna disminución en el apetito de los participantes tomando hCG en comparación con los individuos tomando placebos y no ofrecen evidencia alguna de que las personas que toman hCG son más propensas a perder grasa que tejido magro. El cuidado a largo plazo de dietas menos radicales, tales como una de 1.100 calorías en vez de una de 500 (como la hCG), sugiere que las personas con la dieta hCG no desarrolle los hábitos alimenticios necesarios y aumenten de peso más rápidamente que las personas con una dieta a más largo plazo después de que la dieta haya completado.

### Adyuvante de esteroides anabólicos
En el mundo de los medicamento que mejoran el rendimiento, la hCG es cada vez más utilizada en combinación con varios ciclos de esteroides anabólicos androgénicos. Como resultado, la hCG es incluida en las listas de medicamentos ilegales de algunos deportes.
Cuando esteroides exógenos son introducidos en el cuerpo masculino, el feedback negativo causa que el cuerpo detenga su propia producción de testosterona vía el frenado del eje hipotalámico-pituitario-gonadal. Esto a largo plazo podría causar atrofia testicular, entre otras cosas. La hCG es comúnmente usada durante y después de un ciclo de esteroides para mantener y recuperar el tamaño testicular como también la producción natural de testosterona.
Altos niveles de esteroides anabolicos androgénicos, que imitan la testosterona natural del cuerpo, provoca al hipotálamo a parar su producción de hormona liberadora de gonadotrofina (GnRH). Sin GnRH, la glándula pituitaria deja de liberar la hormona luteinizante (LH). La LH normalmente viaja desde la pituitaria a través del torrente sanguíneo hasta los testículos, donde provoca la producción y liberación de testosterona. Sin LH, los testículos detienen su producción de testosterona. En los varones, la hCG ayuda recuperar y mantener la producción de testosterona en los testículos al imitar la LH y provocando la producción y liberación de testosterona. 
Si la hCG se utiliza durante demasiado tiempo y a una dosis demasiado alta, el consiguiente aumento de testosterona natural finalmente inhibirá su propia producción por medio del feedback negativo en el hipotálamo y glándula pituitaria.
Los atletas profesionales que han sido sorprendidos usando hCG han sido prohibidos temporalmente de su deporte, incluyendo una prohibición de 50 juegos de la MLB para Manny Ramírez en 2009 y una prohibición de 4 juegos de la NFL para Brian Cushing por una prueba de orina positiva para hCG.